# Soazza
Soazza é uma comuna da Suíça, no Cantão Grisões, com cerca de 384 habitantes. Estende-se por uma área de 46,37 km², de densidade populacional de 8 hab/km². Confina com as seguintes comunas: Cauco, Lostallo, Menarola (IT-SO), Mesocco, Rossa, San Giacomo Filippo (IT-SO).
A língua oficial nesta comuna é o Italiano.